# Kuźnica Janiszewska
Kuźnica Janiszewska (pronunciación en polaco: /kuʑˈɲit͡sa jaɲiˈʂɛfska/) es un pueblo ubicado en el distrito administrativo de Gmina Brudzew, dentro del Distrito de Turek, Voivodato de Gran Polonia, en el oeste de Polonia central. Se encuentra aproximadamente a 7 kilómetros al sureste de Brudzew, a 14 kilómetros al este de Turek, y a 127 kilómetros al este de la capital regional Poznań.
El pueblo tiene una población de 115 habitantes.